# Regimento de Artilharia de Costa

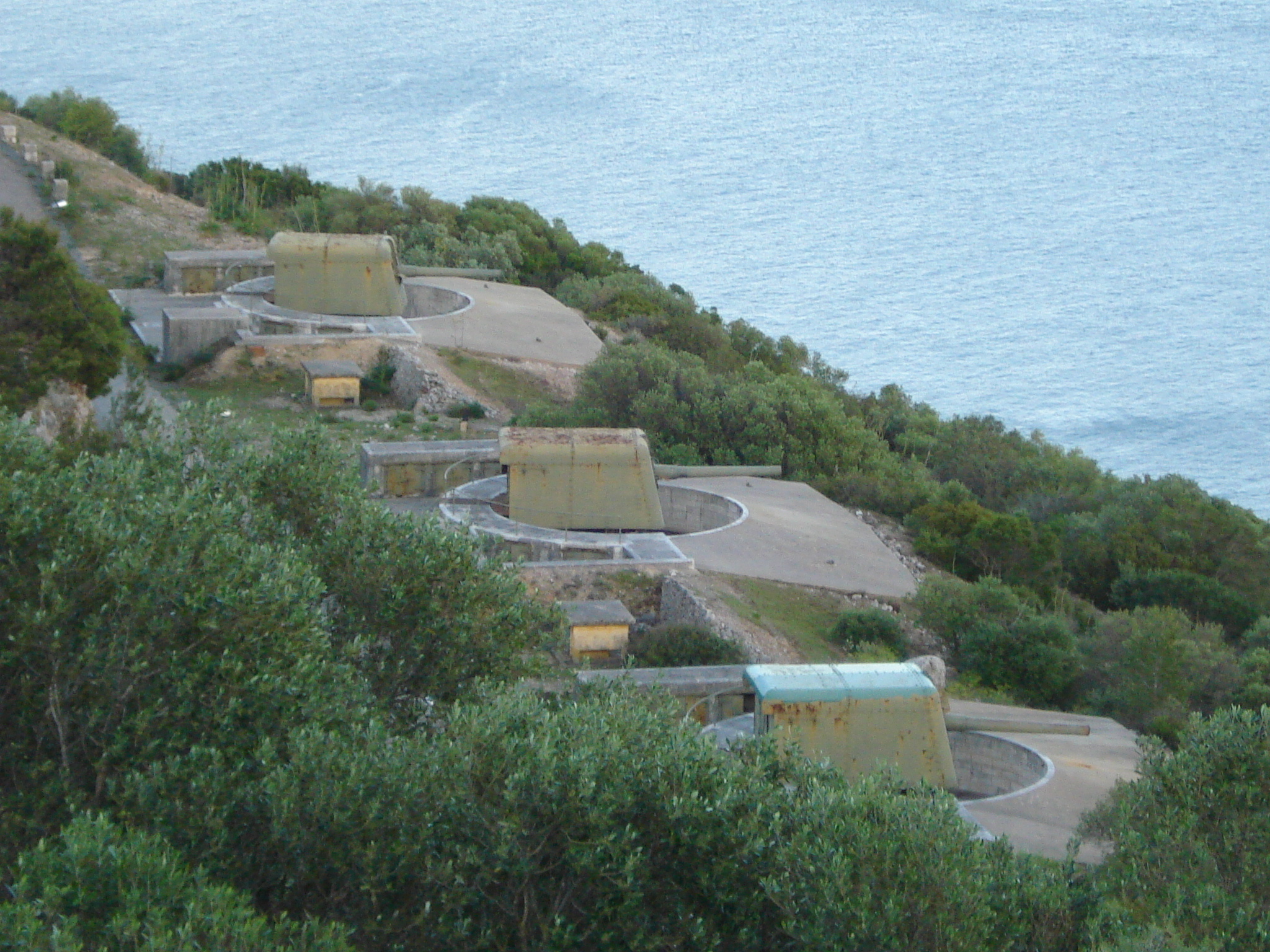
Torres com peças de 152,4 mm da 7ª Bateria do RAC.

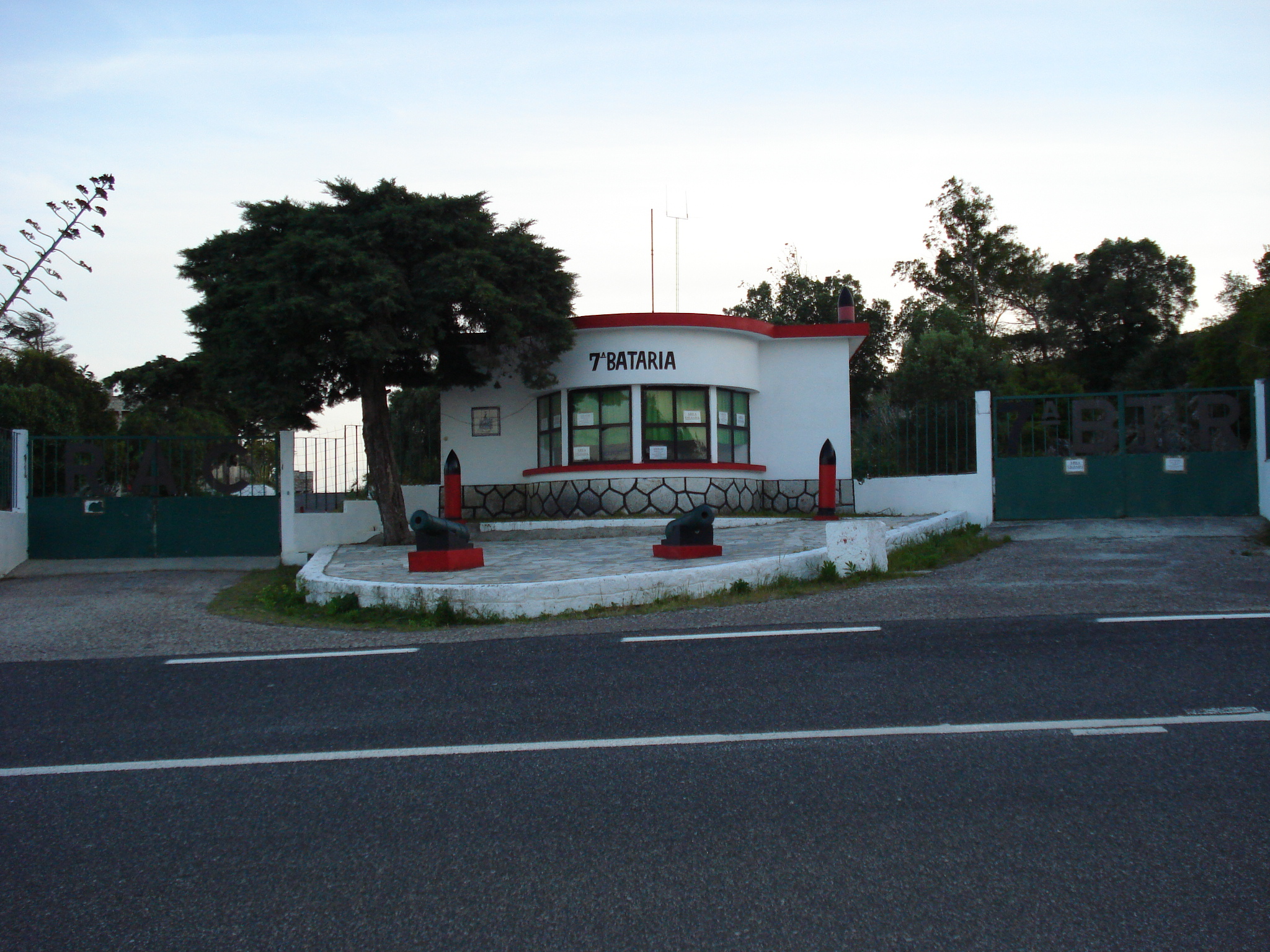
Porta de armas da 7.ª Bateria do RAC.

O Regimento de Artilharia de Costa (RAC) era uma unidade do Exército Português com a missão de assegurar a defesa costeira dos acessos aos portos de Lisboa e de Setúbal. O regimento baseava-se em baterias fixas fortificadas instaladas ao longo das costas da Península de Setúbal e da Linha do Estoril, equipadas com peças pesadas de artilharia naval, montadas em torres couraçadas. O RAC foi desativado em 1998.

## História
A artilharia de costa em Portugal remonta, pelo menos, a 1381 — durante o reinado de D. Fernando I — altura em que foram usadas bocas de fogo para defender Lisboa contra o ataque de uma esquadra naval castelhana. Durante os séculos seguintes, foram instaladas bocas de fogo de defesa costeira em inúmeras fortificações ao longo da costa portuguesa, inclusive nas ilhas e no ultramar.
No entanto, só em 1911 é que a artilharia de costa se individualizou como um dos ramos da Arma de Artilharia do Exército Português. Os militares da artilharia de costa da guarnição do Campo Entrincheirado de Lisboa irão participar na Primeira Guerra Mundial em unidades de artilharia do Corpo Expedicionário Português e, sobretudo, no Corpo de Artilharia Pesada Independente que operou, em França, peças navais super-pesadas montadas em vagões ferroviários. Ainda durante a Primeira Guerra Mundial, a Marinha Portuguesa assume parte da artilharia de costa, operando baterias desembarcadas, em Portugal Continental, Açores, Madeira e Cabo Verde, algumas das quais chegam a entrar em ação contra submarinos alemães.
A Segunda Guerra Mundial volta a levar a criar a necessidade de reforço da defesa costeira. Nos Açores — sujeitos a uma ameaça de invasão tanto por parte do Eixo como dos Aliados — são instaladas baterias de costa fortificadas nas ilhas de São Miguel, Faial e Terceira. É também instalada artilharia de costa na Madeira e em Lourenço Marques (Moçambique).
A seguir à Segunda Guerra Mundial, uma comissão luso-britânica, coordenada pelo general britânico Barron, desenvolve um plano de defesa costeira da região de Lisboa. O chamado "Plano Barron" prevê um Comando de Defesa Costeira responsável pela coordenação de dois setores de defesa costeira: norte — defendendo o rio Tejo e o Porto de Lisboa — e sul — defendendo o rio Sado e o Porto de Setúbal. Em cada um dos setores de defesa costeira existiria um grupo de artilharia de costa de contrabombardeamento, um grupo de artilharia de costa de defesa próxima, uma rede de telemetria e observação, uma zona de projetores de descoberta, além de faixa de minas, defesas interiores dos portos e fundeadouros para fiscalização. Os grupos de artilharia de costa seriam compostos de baterias fixas instaladas ao longo das margens do Tejo, do Sado e da Península de Setúbal. Entre 1948 e 1958, as baterias previstas no Plano Barron tornaram-se operacionais, a maioria das quais foi instalada em fortificações compostas por casamatas e paióis subterrâneos e armadas com peças navais de grande calibre instaladas em torres couraçadas. Entretanto o Comando da Defesa Costeira passou a designar-se "Regimento de Artilharia de Costa".
Com a desativação das várias baterias de costa independentes das ilhas e com o antigo Centro de Instrução de Artilharia Antiaérea e de Costa a passar a ter apenas a valência de artilharia antiaérea, em 1976, o RAC passou a ser a única unidade de artilharia de costa do Exército Português. Assumiu assim, além das suas funções operacionais, a função de escola prática de artilharia de costa. Entretanto, o material de tiro manteve-se o mesmo, só sendo modernizados os sistemas de deteção e de direção de tiro.
Com a urbanização das zonas onde estava instalada a maioria das baterias, as mesmas foram sendo desativadas. Finalmente, em 30 de junho de 1999, o próprio RAC foi completamente desativado.
No entanto, 4 das 8 baterias do RAC, estão entregues ao seu destino e enfrentam a sua ultima batalha contra a destruição e o vandalismo.

## Organização e equipamento
O Regimento de Artilharia de Costa incluía:
- Comando de Tiro - em Oeiras;
- Grupo Norte, incluindo:
  - 1.ª Bateria - Alcabideche, com 3 peças Vickers de 23,4 cm; 
  - 2.ª Bateria - Parede (Cascais), com 3 peças Vickers de 15,2 cm;
  - 3.ª Bateria - Lage (Oeiras), com 3 peças Krupp CTR de 15 cm;
  - 4.ª Bateria - Forte do Bom Sucesso (Belém-Lisboa), com 2 x 2 peças Vickers de 56 mm;
- Grupo Sul, incluindo:
  - 5.ª Bateria - Raposeira - Trafaria, com 3 peças Krupp CTR de 15 cm; 
  - 6.ª Bateria - Raposa (Fonte da Telha), com 3 peças Vickers de 23,4 cm; 
  - 7.º Bateria - Outão (Serra da Arrábida-Setúbal), com 3 peças Vickers de 15,2 cm; 
  - 8.ª Bateria - Albarquel (Serra da Arrábida-Setúbal), com 3 peças Krupp CTR de 15 cm;